# Finale del campionato europeo femminile di calcio 2009
La finale del campionato europeo femminile di calcio 2009 si tenne il 10 settembre 2009 all'Olympiastadion di Helsinki tra le nazionali femminili di Inghilterra e Germania terminata con la vittoria per 6-2 delle tedesche che hanno così conquistato il titolo europeo per la settima volta, la quinta consecutiva. 

## Cammino verso la finale

### Inghilterra
Le inglesi furono inserite nel gruppo C, insieme a Svezia, Italia e Russia.
Il 25 agosto, le inglesi esordirono contro l'Italia; dopo aver chiuso il primo tempo in vantaggio grazie ad un calcio di rigore di Williams furono rimontate e battute 2-1 per effetto delle reti di Panico e Tuttino nella ripresa. Tre giorni dopo l'Inghilterra si riscattò contro la Russia vincendo 3-2 in rimonta in una gara decisa tutta nel primo tempo; dopo essere andate sotto 0-2 per le reti russe siglate da Cybutovič e Kuročkina, le inglesi ribaltarono il risultato nel giro di 18' con i gol di Carney, Aluko e Smith. Nella terza e ultima giornata, l'Inghilterra pareggiò contro la Svezia passando il turno come una delle migliori terze, mentre le svedesi conclusero il girone al primo posto davanti all'Italia; fuori invece la Russia.
Il 3 settembre, nei quarti di finale, le inglesi sconfissero la Finlandia padrona di casa a Turku per 3-2 con doppietta di Aluko e rete di Williams. In semifinale a Tampere contro i Paesi Bassi, le inglesi passarono in vantaggio con Smith, ma subirono l'immediato pareggio olandese da parte di Pieëte. La partita fu decisa nei tempi supplementari da una rete di Scott a 4' dal termine. Finì 2-1.

### Germania
L'altra finalista, ovvero la Germania, fu sorteggiata nel Gruppo B insieme a Francia, Norvegia e Islanda.
La prima avversaria fu la Norvegia, che il 24 agosto a Tampere venne sconfitta 4-0; le tedesche passarono in vantaggio alla mezz'ora di gioco con il calcio di rigore di Bresonik e dilagarono nel finale con la doppietta di Bajramaj e la rete di Mittag. Nella seconda giornata le tedesche batterono nettamente anche la Francia con le reti di Grings, Krahn, Behringer, Bresonik e Laudehr. Alla terza e ultima giornata le tedesche sconfissero anche l'Islanda in una gara decisa dalla rete di Grings. La classifica finale vide la Germania a punteggio pieno, seguita dalla Francia (seconda per differenza reti) e dalla Norvegia con 4, e Islanda con 0, con quest'ultima eliminata.
Ai quarti, il 4 settembre le tedesche affrontarono l'Italia a Lahti imponendosi per 2-1 con doppietta di Grings, prima della rete azzurra segnata da Panico.
La semifinale disputata tre giorni dopo sempre a Helsinki vide la Germania affrontare nuovamente la Norvegia: le tedesche andarono sotto al 10' a causa della rete di Herlovsen ma rimontarono nel secondo tempo e si imposero per 3-1 con le reti di Laudehr, Okoyino da Mbabi e Bajramaj.

### Tabella riassuntiva del percorso
| Pos. | Squadra     | Pt | G | V | N | P | GF | GS | DR |
| ---- | ----------- | -- | - | - | - | - | -- | -- | -- |
| 1.   | Svezia      | 7  | 3 | 2 | 1 | 0 | 6  | 1  | +5 |
| 2.   | Italia      | 6  | 3 | 2 | 0 | 1 | 4  | 3  | +1 |
| 3.   | Inghilterra | 4  | 3 | 1 | 1 | 1 | 5  | 5  | 0  |
| 4.   | Russia      | 0  | 3 | 0 | 0 | 3 | 2  | 8  | -6 |

| Pos. | Squadra  | Pt | G | V | N | P | GF | GS | DR |
| ---- | -------- | -- | - | - | - | - | -- | -- | -- |
| 1.   | Germania | 9  | 3 | 3 | 0 | 0 | 10 | 1  | +9 |
| 2.   | Francia  | 4  | 3 | 1 | 1 | 1 | 5  | 7  | -2 |
| 3.   | Norvegia | 4  | 3 | 1 | 1 | 1 | 2  | 5  | -3 |
| 4.   | Islanda  | 0  | 3 | 0 | 0 | 3 | 1  | 5  | -4 |

## Descrizione della partita

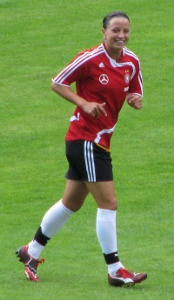
Inka Grings, vincitrice della classifica cannonieri per la seconda edizione consecutiva

La partita iniziò con la Germania subito molto aggressiva che si portò avanti 2-0 dopo 21 minuti quando prima Prinz e poi Behringer trovarono la rete.
A tal punto sembrava che sarebbe stata una gara in discesa per le tedesche, ma l'Inghilterra si riorganizzò e Carney dimezzò lo svantaggio dopo appena due minuti dal gol di Behringer. Jill Scott ha poi quasi portato l'Inghilterra al pareggio prima dell'intervallo ma il suo un colpo di testa venne respinto sulla linea da Behringer.
La Germania ristabilì il vantaggio di due gol dopo sei minuti nel secondo tempo quando un tiro di Simone Laudehr fu respinto dal palo con la palla che terminò sui piedi di Kim Kulig che segnò facilmente a porta vuota.
La squadra di Hope Powell mostrò nuovamente la sua mentalità combattiva quattro minuti dopo, quando Carney concesse un ottimo pallone per Smith, che si girò e concluse brillantemente realizzando il gol del 2-3.
L'Inghilterra si riversò in avanti alla ricerca del pareggio ma i gol nell'ultima mezz'ora di Grings (doppietta) e Prinz assicurarono alla Germania il quinto titolo europeo consecutivo e il settimo delle ultime otto edizioni.

## Tabellino
| Arbitro: | Dagmar Damková |

|                      |           |                                                        |
| Carney 24’ Smith 55’ | Marcatori | 20’, 76’ Prinz 22’ Behringer 51’ Kulig 62’, 73’ Grings |

| Inghilterra | Germania |

| Inghilterra (4-2-3-1) |    |                  |  |     |
|                       |    |                  |  |     |
| P                     | 1  | Rachel Brown     |  |     |
| D                     | 3  | Casey Stoney     |  | 44’ |
| D                     | 14 | Faye White       |  |     |
| D                     | 6  | Anita Asante     |  |     |
| D                     | 2  | Alex Scott       |  |     |
| C                     | 9  | Eniola Aluko     |  | 81’ |
| C                     | 4  | Fara Williams    |  |     |
| C                     | 8  | Katie Chapman    |  | 85’ |
| C                     | 7  | Karen Carney     |  |     |
| A                     | 10 | Kelly Smith      |  |     |
| A                     | 12 | Jill Scott       |  |     |
| Sostituzioni:         |    |                  |  |     |
| A                     | 17 | Lianne Sanderson |  | 81’ |
| C                     | 18 | Emily Westwood   |  | 85’ |
| Allenatore:           |    |                  |  |     |
| Hope Powell           |    |                  |  |     |

| Germania (4-2-3-1) |    |                    |  |     |
|                    |    |                    |  |     |
| P                  | 1  | Nadine Angerer     |  |     |
| D                  | 4  | Babett Peter       |  |     |
| D                  | 3  | Saskia Bartusiak   |  |     |
| D                  | 5  | Annike Krahn       |  |     |
| D                  | 10 | Linda Bresonik     |  |     |
| C                  | 7  | Melanie Behringer  |  | 60’ |
| C                  | 6  | Simone Laudehr     |  |     |
| C                  | 14 | Kim Kulig          |  |     |
| C                  | 18 | Kerstin Garefrekes |  | 83’ |
| A                  | 9  | Birgit Prinz       |  |     |
| A                  | 8  | Inka Grings        |  |     |
| Sostituzioni:      |    |                    |  |     |
| C                  | 13 | Okoyino da Mbabi   |  | 60’ |
| A                  | 19 | Bajramaj           |  | 83’ |
| Allenatore:        |    |                    |  |     |
| Silvia Neid        |    |                    |  |     |

| Assistenti arbitrali: Romina Santuari (Italia) Lada Rojc (Croazia) Quarto ufficiale: Kirsi Heikkinen (Finlandia) | Regole incontro: - 90 minuti. - 30 minuti di tempi supplementari se necessario. - Tiri di rigore se l'incontro finisce in parità. - Dodici atlete a disposizione come sostituti. - Tre sostituzioni massime durante l'incontro. |